# 徳川家のセーフティドライブ日記
徳川家のセーフティードライブ日記（とくがわけのセーフティードライブにっき）は、CBCラジオで毎週月曜日 - 日曜日の午前と午後に放送されているミニラジオドラマ番組である。2003年に放送開始。提供は創価学会。

## 概要
車や交通安全などの内容を、徳川家などを演ずる声優がドラマ仕立てで説明していく。

## 主な登場人物・キャスト
出演する声優は巣山プロダクション所属。
- ヤスヒコ（おじいさん、ダジャレをよく言う）
- 光恵（おばあさん、名古屋弁をしゃべる）：今枝とし子
- ミチコ（母）：石黒志伸
- カズヒコ（父）：周藤孝樹
- タクヤ（子、「でちゅ!」が決め台詞）：加納直子
- 今川さん：平野さわこ
- 武田（武田バイク軍団の一員）：堀田和則
- 武田さん：大島久枝
- 前田さん（カズヒコの同じ会社の女社員）
- 清正さん（カズヒコの知り合い）
- 豊臣（カズヒコの同級生、金持ち）
- 万次郎（ヤスヒコの知り合い、英語のジョークを言う）
- 葵（ヤスヒコの姪、「姪っ子、滅入る!」が口癖）
- ナレーター：沢朋宏（CBCアナウンサー）
- その他の出演者：きりゅう正樹 等

## 放送時間
朝と夕方にCBC自社制作ワイド番組に内含される形で毎日放送（時間帯は2010年10月改編時点）。
年末年始特別編成（12月29日 - 1月3日頃）の週は月 - 金 昼・午後枠テープネット番組が16・17時台に集約放送される関係上、（月 - 金）午後枠の放送時間は（通常の16時台から）15時台（15:30頃）に繰り上がる。
朝
- 月 - 金：7:28頃、8:28頃（「多田しげおの気分爽快!!朝からP・O・N」内）
- 土：7:28頃、8:23頃（「土曜ワイド 広瀬隆のラジオでいこう!」内）

夕方
- 月 - 金：17:10頃（「ごごイチ」内。祝日に中日ドラゴンズのデーゲーム中継がある場合は休止）
- 土：17:10頃（「ホップステップさわともひろ!」内。但しドラゴンズデーゲーム中継（「CBCドラゴンズサタデー」）がある週は休止）
- 日：17:41頃（「若狭敬一のスポ音」内。夏期のドラゴンズデーゲーム中継「CBCドラゴンズサンデー」が17時半以降も延長された場合は休止）